# Фрозиноне (провинция)
Фрозиноне (итал. Provincia di Frosinone) — провинция в Италии, в регионе Лацио.

## География
Провинция расположена на востоке Лацио на границе с регионами Абруццо, Молизе и Кампания.

## История
В Средние века большая часть земельных угодий данного региона принадлежала монастырю Монтекассино.
Провинция создана королевским декретом от 6 декабря 1926 года. Она включила как фрагменты территории Лацио, так и Кампании, от которой были отделены земли, ранее принадлежавшие Неаполитанскому королевству. 

## Административное деление
Провинция Фрозиноне состоит из 91 коммуны:

### Коммуны
- Аквино
- Аккуафондата
- Акуто
- Алатри
- Альвито
- Амазено
- Ананьи
- Арнара
- Арпино
- Арче
- Атина
- Аузония
- Бельмонте-Кастелло
- Бовилле-Эрника
- Броккостелла
- Валлекорса
- Валлемайо
- Валлеротонда
- Вероли
- Викальви
- Вико-нель-Лацио
- Вилла-Латина
- Вилла-Санта-Лучия

- Вилла-Санто-Стефано
- Витикузо
- Галлинаро
- Гуарчино
- Джулиано-ди-Рома
- Згургола
- Изола-дель-Лири
- Казалаттико
- Казалвиери
- Камполи-Аппенино
- Кассино
- Кастеллири
- Кастельнуово-Парано
- Кастро-дей-Вольши
- Кастрокьело
- Коллепардо
- Колле-Сан-Маньо
- Кольфеличе
- Корено-Аузоньо
- Монте-Сан-Джованни-Кампано
- Мороло
- Пальяно
- Пастена

- Патрика
- Пескосолидо
- Пико
- Пильо
- Пиньятаро-Интерамна
- Пичиниско
- Понтекорво
- Поста-Фибрено
- Пофи
- Пьедимонте-Сан-Джермано
- Рипи
- Рокка-д’Арче
- Роккасекка
- Сан-Бьяджо-Сарачиниско
- Сан-Витторе-дель-Лацио
- Сан-Джорджо-а-Лири
- Сан-Джованни-Инкарико
- Сан-Донато-Валь-ди-Комино
- Сант-Амброджо-суль-Гарильяно
- Сант-Андреа-дель-Гарильяно
- Сант-Аполлинаре
- Сантопадре
- Сант-Элия-Фьюмерапидо

- Серроне
- Сеттефрати
- Сора
- Странголагалли
- Супино
- Терелле
- Торре-Каетани
- Торриче
- Треви-нель-Лацио
- Тривильяно
- Фальватерра
- Ферентино
- Филеттино
- Фонтана-Лири
- Фонтекьяри
- Фрозиноне
- Фумоне
- Фьюджи
- Чеккано
- Чепрано
- Черваро
- Эсперия

## Палеоантропология
В 1994 году близ города Чепрано была обнаружена черепная крышка человека вида Homo cepranensis.